# Fontaine boulevard du Nord de Carpentras
La fontaine boulevard du Nord de Carpentras est une fontaine à mascaron, située à Carpentras, dans le département de Vaucluse, en région Provence-Alpes-Côte d'Azur.

## Histoire
La fontaine du boulevard nord de Carpentras est inscrite au titre des monuments historique, depuis le 28 octobre 1949.